# Overgangsklasse hockey dames 2016/17
Het seizoen 2016/17 van de Overgangsklasse hockey bij de dames ging van start op 11 september 2016 en zal duren tot 21 mei 2017. Aansluitend vinden play offs voor het algehele kampioenschap en promotie plaats.
In het voorgaande seizoen degradeerde Push uit de Hoofdklasse. Vanuit de Eerste klasse promoveerden EHV, HBS, Helmond, Ring Pass Delft.

## Poule A
Stand
| pos | club      | gs | w  | g | v  | pnt | dv | dt | ds  |
| --- | --------- | -- | -- | - | -- | --- | -- | -- | --- |
| 1.  | Nijmegen  | 22 | 17 | 2 | 3  | 53  | 50 | 22 | +28 |
| 2.  | Voordaan  | 22 | 14 | 6 | 2  | 48  | 48 | 19 | +29 |
| 3.  | Push      | 22 | 13 | 1 | 8  | 40  | 62 | 35 | +27 |
| 4.  | Union     | 22 | 9  | 8 | 5  | 35  | 37 | 28 | +9  |
| 5.  | Helmond   | 22 | 9  | 4 | 9  | 31  | 32 | 35 | -3  |
| 6.  | Leonidas  | 22 | 8  | 6 | 8  | 30  | 34 | 32 | +2  |
| 7.  | Terriërs  | 22 | 8  | 6 | 8  | 30  | 30 | 31 | -1  |
| 8.  | Rotterdam | 22 | 8  | 4 | 10 | 28  | 32 | 38 | -6  |
| 9.  | Tilburg   | 22 | 8  | 3 | 11 | 27  | 34 | 36 | -2  |
| 10. | Rood-Wit  | 22 | 6  | 3 | 13 | 21  | 28 | 44 | -16 |
| 11. | QZ        | 22 | 3  | 2 | 17 | 17  | 24 | 46 | -22 |
| 12. | EHV       | 22 | 3  | 2 | 17 | 11  | 30 | 75 | -45 |

Legenda
| Kleur | Kwalificatie voor                                           |
| ----- | ----------------------------------------------------------- |
|       | Kampioen overgangsklasse, promotie naar hoofdklasse         |
|       | Promotie naar hoofdklasse via Play-offs                     |
|       | Play-offs om promotie naar de hoofdklasse                   |
|       | Play-offs tegen degradatie naar de eerste klasse            |
|       | Degradatie naar de eerste klasse na verlies in de Play-offs |
|       | Degradatie naar de eerste klasse                            |

### Topscorers
| pos | Speler             | Club      | Goals |
| --- | ------------------ | --------- | ----- |
| 1.  | Kiki van der Kreek | Push      | 21    |
| 2.  | Rosanne Gatsonides | Rotterdam | 15    |
| 3.  | Lisa Gerritsen     | Voordaan  | 13    |
| 4.  | Ellemiek Koenders  | Nijmegen  | 12    |
| 5.  | Nynke Kappelle     | Union     | 11    |

## Poule B
Stand
| pos | club              | gs | w  | g | v  | pnt | dv | dt | ds  |
| --- | ----------------- | -- | -- | - | -- | --- | -- | -- | --- |
| 1.  | Huizen            | 22 | 16 | 2 | 4  | 50  | 59 | 22 | +37 |
| 2.  | HGC               | 22 | 14 | 3 | 5  | 45  | 44 | 27 | +17 |
| 3.  | Victoria          | 22 | 14 | 2 | 6  | 44  | 50 | 27 | +23 |
| 4.  | Klein Zwitserland | 22 | 12 | 3 | 7  | 39  | 36 | 31 | +5  |
| 5.  | HIC               | 22 | 11 | 5 | 6  | 38  | 48 | 24 | +24 |
| 6.  | Were Di           | 22 | 11 | 5 | 6  | 38  | 44 | 33 | +11 |
| 7.  | Almere            | 22 | 9  | 4 | 9  | 31  | 27 | 30 | -3  |
| 8.  | Wageningen        | 22 | 9  | 2 | 11 | 29  | 42 | 41 | +1  |
| 9.  | HBS               | 22 | 8  | 4 | 10 | 28  | 35 | 47 | -12 |
| 10. | Schaerweijde      | 22 | 5  | 2 | 15 | 17  | 29 | 60 | -31 |
| 11. | Ring Pass Delft   | 22 | 3  | 1 | 18 | 10  | 25 | 64 | -39 |
| 12. | Craeyenhout       | 22 | 1  | 5 | 16 | 8   | 23 | 56 | -33 |

Legenda
| Kleur | Kwalificatie voor                                           |
| ----- | ----------------------------------------------------------- |
|       | Kampioen overgangsklasse, promotie naar hoofdklasse         |
|       | Promotie naar hoofdklasse via Play-offs                     |
|       | Play-offs om promotie naar de hoofdklasse                   |
|       | Play-offs tegen degradatie naar de eerste klasse            |
|       | Degradatie naar de eerste klasse na verlies in de Play-offs |
|       | Degradatie naar de eerste klasse                            |

### Topscorers
| pos | Speler             | Club     | Goals |
| --- | ------------------ | -------- | ----- |
| 1.  | Gitte Michels      | Huizen   | 19    |
| 2.  | Amber Folmer       | Huizen   | 14    |
|     | Daphne Voormolen   | Victoria | 14    |
| 4.  | Elselieke van Aken | HGC      | 13    |
|     | Marle van Dessel   | Were Di  | 13    |

## Play-offs promotie
Na de reguliere competitie werd het seizoen beslist door middel van play-offs om te bepalen wie er promoveert naar de Hoofdklasse 2017/18. Er wordt gespeeld volgens het best-of-three principe: ieder duel moet een winnaar opleveren en staat er na de reguliere speeltijd een gelijke stand op het scorebord dan worden direct shoot-outs genomen).
Huizen werd kampioen van de Overgangsklasse en promoveert naar de Hoofdklasse. Hdm werd de beste nummer 2 en strijd samen met Nijmegen tegen respectievelijk de nummer de 10 en 11 uit Hoofdklasse dit seizoen. Zie voor het vervolg: Hoofdklasse hockey dames 2016/17#Promotie/degradatie play-offs
Play off kampioenschap Overgangsklasse
| Datum                        | Wedstrijd         | Uitslag       | Scoreverloop | Scheidsrechters                    |
| ---------------------------- | ----------------- | ------------- | --- | ---------------------------------- |
| 25 mei 2017, 12:30, Naarden  | Huizen - Nijmegen | 3 – 2 (0 - 0) | 40' Kirsten Klop 0-1, 42' Michelle Simons 0-2, 47' Grace Huberts 1-2, 54' Mirte Jansen 2-2, 66'(sb) Gitte Michels 3-2.             | Xander Damen Lisette Feuth         |
| 27 mei 2017, 12:30, Nijmegen | Nijmegen - Huizen | 1 – 4 (1 - 3) | 2'(sc) Gitte Michels 0-1, 4'(sc) Gitte Michels 0-2, 30'(sc) Mascha Heemskerk 0-3, 32' Tessa Schoenaker 1-3, 45' Grace Huberts 1-4. | Thomas Duijnstee Maartje de Bruijn |

Play off nummer 2 Overgangsklasse
| Datum                         | Wedstrijd      | Uitslag       | Scoreverloop | Scheidsrechters                     |
| ----------------------------- | -------------- | ------------- | --- | ----------------------------------- |
| 25 mei 2017, 12:30, Wassenaar | HGC - Voordaan | 3 – 1 (0 - 0) | 48'(sb) Bernice van Aken 1-0, 54'(sc) Karlijn Scheepens 2-0, 59' Nicole van Jaarsveld 3-0, 69' Lisa Gerritsen 3-1. | Joris Diepstraten Olaf van Gastel   |
| 27 mei 2017, 12:30, Groenekan | Voordaan - HGC | 0 – 2 (0 - 1) | 24' Anne Abendroth 0-1, 61' Elselieke van Aken 0-2.                                                                | Lisette Feuth Piet Hein Kraaijeveld |

Heren: 1981/82 · 1982/83 · 1983/84 · 1984/85 · 1985/86 · 1986/87 · 1987/88 · 1988/89 · 1989/90 · 1990/91 · 1991/92 · 1992/93 · 1993/94 · 1994/95 · 1995/96 · 1996/97 · 1997/98 · 1998/99 · 1999/00 · 2000/01 · 2001/02 · 2002/03 · 2003/04 · 2004/05 · 2005/06 · 2006/07 · 2007/08 · 2008/09 · 2009/10 · 2010/11 · 2011/12 · 2012/13 · 2013/14 · 2014/15 · 2015/16 · 2016/17 · 2017/18 · 2018/19

Dames: 1981/82 · 1982/83 · 1983/84 · 1984/85 · 1985/86 · 1986/87 · 1987/88 · 1988/89 · 1989/90 · 1990/91 · 1991/92 · 1992/93 · 1993/94 · 1994/95 · 1995/96 · 1996/97 · 1997/98 · 1998/99 · 1999/00 · 2000/01 · 2001/02 · 2002/03 · 2003/04 · 2004/05 · 2005/06 · 2006/07 · 2007/08 · 2008/09 · 2009/10 · 2010/11 · 2011/12 · 2012/13 · 2013/14 · 2014/15 · 2015/16 · 2016/17 · 2017/18 · 2018/19